# Куп Југославије у фудбалу 1954.
Куп Југославије у фудбалу 1954. је такмичење у коме је учествовало укупно 1383 екипе. У завршницу се пласирало 16 клубова (и то 8 из НР Србије, 4 из НР Хрватске и по један клуб из НР Црне Горе, НР Босне и Херцеговине, НР Македоније и НР Словеније). Завршно такмичење је почело 15. августа 1954. и трајало је до 29. новембра 1954. када је одиграно финале.

## Учесници
| НР Србија | НР Хрватска                             | НР Босна и Херцеговина | НР Црна Гора  | НР Словенија  | НР Македонија     |
| --- | --------------------------------------- | ---------------------- | ------------- | ------------- | ----------------- |
| БСК Београд Војводина Нови Сад Мачва Шабац Партизан Београд Раднички Београд ФК Раднички Ниш Спартак Суботица Црвена звезда Београд | Динамо Загреб Ријека Сплит Хајдук Сплит | Вележ Мостар           | Ловћен Цетиње | Одред Љубљана | Работнички Скопље |

## Осмина финала
| Утак. | Клуб, Место        | Резултат                | Клуб, Место           |
| ----- | ------------------ | ----------------------- | --------------------- |
| 1.    | ФК Раднички Ниш    | 1:1 (1:1, 1:1)(4:5 пен) | Одред Љубљана         |
| 2.    | Хајдук Сплит       | 7:0                     | Работнички Скопље     |
| 3.    | Војводина Нови Сад | 2:4                     | Партизан Београд      |
| 4.    | Сплит              | 0:0 (4:2 пен)           | Раднички Београд      |
| 5.    | Ловћен Цетиње      | 0:4                     | Спартак Суботица      |
| 6.    | Мачва Шабац        | 4:0                     | Ријека                |
| 7.    | Динамо Загреб      | 2:3                     | Црвена звезда Београд |
| 8.    | Вележ Мостар       | 3:2                     | БСК Београд           |

## Четвртфинале
| бр. меча | 1. играч              | Резултат | 2. играч     |
| -------- | --------------------- | -------- | ------------ |
| 1.       | Одред Љубљана         | 1:5      | Хајдук Сплит |
| 2.       | Партизан Београд      | 7:5      | Сплит        |
| 3.       | Спартак Суботица      | 5:0      | Мачва Шабац  |
| 4.       | Црвена звезда Београд | 9:0      | Вележ Мостар |

## Полуфинале
| бр. меча | 1. играч         | Резултат | 2. играч              |
| -------- | ---------------- | -------- | --------------------- |
| 1.       | Хајдук Сплит     | 0:4      | Партизан Београд      |
| 2.       | Спартак Суботица | 0:1      | Црвена звезда Београд |

## Финале
| Утак. | Клуб, Место      | Резултат | Клуб, Место           |
| ----- | ---------------- | -------- | --------------------- |
| 1.    | Партизан Београд | 4:1      | Црвена звезда Београд |

| Освајач Купа Југославије у фудбалу 1954. |
| ---------------------------------------- |
| ФК Партизан 3. титула.                   |

| Домаћи клуб                           | Резултат | Гостујући клуб |
| ------------------------------------- | --- | --- |
| Партизан Београд                      | 4 - 1 | Црвена звезда Београд |
| Датум                                 | 29. новембар, 1954. | 29. новембар, 1954. |
| Стадион                               | Стадион ЈНА, Београд | Стадион ЈНА, Београд |
| Гледалаца                             | 40.000 | 40.000 |
| Судија                                | Ж. Влајић (Београд) | Ж. Влајић (Београд) |
| Партизан (тренер: Илијеш Шпиц)        | Славко Стојановић, Бруно Белин, Чедомир Лазаревић, Златко Чајковски, Миодраг Јовановић, Ранко Борозан, Првослав Михајловић, Станоје Јоцић, Марко Валок, Стјепан Бобек, Бранко Зебец | Славко Стојановић, Бруно Белин, Чедомир Лазаревић, Златко Чајковски, Миодраг Јовановић, Ранко Борозан, Првослав Михајловић, Станоје Јоцић, Марко Валок, Стјепан Бобек, Бранко Зебец |
| Црвена звезда (тренер: Милован Ћирић) | Никола Првуловић, Бранко Станковић, Миљан Зековић, Владица Поповић, Љуба Спајић, Јован Цокић, Антун Рудински, Иван Топлак, Тодор Живановић, Предраг Ђајић, Бора Костић              | Никола Првуловић, Бранко Станковић, Миљан Зековић, Владица Поповић, Љуба Спајић, Јован Цокић, Антун Рудински, Иван Топлак, Тодор Живановић, Предраг Ђајић, Бора Костић              |
| Стрелци                               | 1-0 Валок 4', 2:0 Михајловић 7', 3-0 Бобек 4', 4-0 Валок 49', 4-1 Живановић 65'. | 1-0 Валок 4', 2:0 Михајловић 7', 3-0 Бобек 4', 4-0 Валок 49', 4-1 Живановић 65'. |